# Coryanthes gerlachiana
Coryanthes gerlachiana is een orchidee die voorkomt in Bolivia. De soort is door Karlheinz Senghas en Hans-Gerhardt Seeger vernoemd naar Günter Gerlach, een botanicus die gespecialiseerd is in het geslacht Coryanthes. 